# Інтер (Бантен)
Klub Sepakbola Internasional Banten (просто відомий як Inter Banten ) — індонезійський футбольний клуб із міста Серанг, Бантен . Клуб візьме участь у Лізі 3 сезону 2022–2023 років. 

## зовнішні посилання
- Інтер  у соцмережі «Instagram»